# You Belong to the City
«You Belong to the City» es una canción escrita por Glenn Frey y Jack Tempchin, grabada por Frey durante su carrera como solista. Fue escrita específicamente para la serie de televisión Miami Vice en 1985. 
Alcanzó el número 1 de la lista Billboard Top Rock Tracks y llegó al  número 2 en la lista Billboard Hot 100 en Estados Unidos. La canción, junto con "Miami Vice Theme" de Jan Hammer, ayudó a que el álbum de la banda sonora de Miami Vice alcanzara el primer lugar de la lista Billboard 200.

## Información de la canción
Fue incluida específicamente para el episodio "Prodigal Son" de Miami Vice. Todos los instrumentos fueron interpretados por Glenn Frey, excepto la parte de saxofón interpretada por el músico de estudio Bill Bergman, así como la pista de batería del baterista Michael Huey. Fue grabada en los estudios Fool on the Hill, Nueva York, a finales de 1984.  

## Vídeo musical
Al comienzo del video, se tocan las notas del riff introductorio del saxofón mientras Frey (que no canta durante todo el video) está sentado en su apartamento en Nueva York, mirando por la ventana y fumando. En otro lugar, una mujer se prepara en su casa para una cita en la noche. Ella tiene a Miami Vice sonando en el televisor, un patrón que se repite cada vez que se muestra un televisor en el video. Frey abandona el apartamento y recorre las calles de la ciudad, mientras se intercalan escenas representativas de la vida nocturna y la cultura neoyorquina. Se cruza con la mujer cuando el taxi en el que ella viaja casi lo atropella. Más tarde, se vuelven a encontrar cuando Frey la ve a través de la ventana de un pub y luego entra. Ella lo ve y él la observa ignorar los avances de otro hombre, pero no hace ningún movimiento para acercarse a ella. Finalmente, se levanta para irse, pero cuando sale del restaurante, la mujer lo sigue y deciden caminar juntos de regreso a su casa. El video luego muestra a Frey saliendo de su rascacielos a la mañana siguiente. En la toma final del video, Frey contempla una vista de la ciudad de Nueva York desde el parque Carl Schurz mientras arroja un cigarrillo al East River.

## Posicionamiento en listas
| Lista (1985-1986)                                        | Máxima posición |
| -------------------------------------------------------- | --------------- |
| Australia (Kent Music Report)                            | 20              |
| Canadá (RPM Top Singles)                                 | 6               |
| Finlandia (Finnish Singles (The Official Finnish Charts) | 29              |
| Francia (French Singles (IFOP)                           | 63              |
| Irlanda (IRMA)                                           | 26              |
| Países Bajos (Mega Single Top 100)                       | 37              |
| Nueva Zelanda (Recorded Music NZ)                        | 46              |
| Reino Unido (UK Singles Chart)                           | 94              |
| Estados Unidos (Billboard Hot 100)                       | 2               |
| Estados Unidos (Mainstream Rock)                         | 1               |
| Estados Unidos (Adult Contemporary)                      | 2               |
| Estados Unidos Cash Box                                  | 3               |